# Халды (село)
Халды — село в Селтинском районе Удмуртской Республики на реке Нузык.
Административный центр муниципального образования «Халдинское».

## История
Приход села Халды открыт на основании Указа Вятской Духовной Консистории в 1860 году. Деревянный храм с одним престолом в честь Святого Сергия Радонежского был построен в 1861 году и освящён 3 февраля 1862 года. В 1870 году в селе Халды открыто церковно-приходское попечительство, а в 1884 году — церковно-приходская школа. К приходу Сергиевской церкви, кроме самого села Халды, в 1916 году относились деревни Адзяг, Истомино, Кожили, Мельничата, Муглы, Нузык-Бег, Прой-Балма, Пронята Ошмес, Сидоров Полом, Сюрзи, Тылошур и выселок Балминский.
С 30 мая 1918 года в селе располагался административный центр Халдинской волости Малмыжского уезда, образованной из селений Сям-Можгинской волости. В январе 1921 года село отошло в состав Вотской АО, в том же году образован Селтинский уезд, включивший Халдинскую волость. В результате административно-территориальной реформы 1924 года Халдинская волость и Селтинский уезд упразднены и село оказалось в составе Селтинской волости Ижевского уезда, тогда же образован Халдинский сельсовет. В 1930 году в селе закрыта церковь. С 1963 по 1965 годы Селтинский район временно ликвидирован, и Халды входили в состав Увинского сельского района. В 2004 году Халдинский сельсовет преобразован в Халдинское сельское поселение.

## Объекты социальной сферы
- Халдинская сельская библиотека
- МОУ «Халдинская средняя общеобразовательная школа»
- МДОУ Халдинский детский сад

### Халдинская средняя школа
В архивном фонде Вятского епархиального училищного совета в «Ведомостях о церковно-приходских школах и школах грамотности по уездам: Малмыжскому, Глазовскому и Вятскому…» по Малмыжскому уезду значится Халдинская церковно-приходская школа, учрежденная 11 декабря 1884 года с количеством учащихся 45 человек: 34 мальчика и 11 девочек. Законоучителем состоял священник Иоанн Андреевич Макаров, учительницей — дочь священника, девица Юлия Владимировна Огородникова.
После Октябрьской Революции до 1933 года школа существует как семилетняя. Директором школы с 1933 по 1941 год был Андрей Георгиевич Суднев. Его деятельность была прервана войной. Директором стала эвакуированная женщина — Антонина Петровна Кишкина. В 1943 году Андрей Георгиевич демобилизовался и до 1955 года работал директором. Организовал строительство трёх деревянных зданий, в которых с 1955 года размещалась средняя школа.
В 1955 году школу преобразовали в среднюю. Открылись два восьмых класса, в которые влились выпускники семилеток из деревень: Старая Монья, Вутно, Сюрзи, Тальяны, Мугло, Лекшур. Классный руководитель первого выпуска — Хомина Лидия Григорьевна. Школу возглавила Порошина Зоя Павловна, завучем работала Перминова Татьяна Михайловна, пионервожатой — Лужбина Анимаиса Семеновна. При Порошиной Зое Павловне было построено было построено кирпичное здание школы.

## Экономика
- ООО «Халды»
- ООО «Рыбовод»